# معجم الدوحة التاريخي للغة العربية
معجم الدوحة التاريخي للغة العربية هو مشروعٌ إنشاء معجم تأثيلي وتاريخي للغة العربية، يهدف إلى توثيق جميع ألفاظ اللغة العربية توثيقًا تاريخيًّا برصد معانيها منذ أول استعمال لها في النصوص المكتوبة أو النقوش المكتشفة، وتتبع تطوّر هذه المعاني في سياقاتها التاريخية، اللغوية والمصطلحية، والإشارة إلى نظائر الألفاظ في اللغات الساميّة، ليكون هذا المعجم بعد إتمام مراحله الثلاثة سجلًا تاريخيّا للغة العربية على امتداد عشرين قرنًا من الزمان.

## التأسيس والانطلاق
في 25 مايو 2013، أعلن المركز العربي للأبحاث ودراسة السياسات الذي يديره المفكّر العربي عزمي بشارة ومقرّه الدوحة، عن انطلاق العمل في مشروع معجم الدوحة التاريخي للغة العربيّة بعد عقد سلسلة من اللقاءات والاجتماعات العلمية، وتشكيل مجلسه العلمي الذي يضمّ نخبة من أهمّ اللغويين والمعجميين العرب. وقد عُيّن مديرًا تنفيذيًّا للمشروع الأكاديمي وأستاذ اللغة واللسانيّات المغربي عز الدين البوشيخي، منذ ذلك الحين وحتى الآن.
في 11 ديسمبر 2018 تم الإعلان عن إطلاق الموقع الإلكتروني لمعجم الدوحة التاريخي.

## التسمية
سُمّي المعجم باسم العاصمة القطرية الدوحة، إذ تأسّس المشروع بمنحة من أمير دولة قطر الشيخ تميم بن حمد آل ثاني، وقد كان وليًّا للعهد حينذاك.

## مراحل العمل
ينقسم العمل في معجم الدّوحة التاريخي للغة العربية إلى ثلاث مراحل رئيسية على النحو التالي:

### المرحلة الأولى
تتناول هذه المرحلة ألفاظ اللغة العربية من أقدم نص مكتشف إلى العام 200 للهجرة، وقد استغرق العمل فبها خمس سنوات، منذ انطلاق المشروع في 2013 وحتى العام 2018. وبانتهاء المرحلة الأولى أطلقت البوابة الإلكترونية للمعجم تحت رعاية أمير دولة قطر الشيخ تميم بن حمد آل ثاني وبحضوره في 10 كانون الأول/ديسمبر 2018 حيث أتيح المعجم للمستخدمين.

### المرحلة الثانية
تشمل المرحلة الثانية من مشروع معجم الدوحة التاريخي للغة العربية ألفاظ اللغة العربية من 201 للهجرة إلى العام 500 ه، وقد بدأ العمل فيها منذ العام 2019 واستمر حتى العام 2022.

### المرحلة الثالثة
المرحلة الأخيرة من المشروع، وهي مرحلة مفتوحة تتناول الألفاظ من 501 ه وحتى آخر استعمال حديث لها. وسيظل التحديث في المعجم مستمرّا.

## البوابة الإلكترونية
في 10 ديسمبر 2018، أعلن عن انتهاء المرحلة الأولى من المشروع التي تناولت النصوص العربية حتى العام 200 للهجرة، وإطلاق البوابة الإلكترونية لمعجم الدوحة التاريخي للغة العربية وإتاحته لكافة المستخدمين.
تتضمن البوابة الإلكترونية كلمة من إدارة المعجم فيها توجيهات ودعوة لعموم الباحثين إلى التفاعل الإيجابي مع المعجم ومقدمة تتضمن معلومات إضافية عن المعجم وخصائصه ومصادره ومادته ومنهجية بنائه والتجارب والمحاولات التي سبقت معجم الدوحة التاريخي للغة العربية. بالإضافة إلى قرارات المجلس العلمي مرتبة ترتيبا موضوعيا، والدليل المعياري للمعالجة المعجمية والتحرير الذي يتضمن الضوابط العلمية والمنهجية المرعيّة في بناء المعجم.
كما تتضمن أسماء جميع الذين شاركوا في إنجاز المعجم من أعضاء المجلس العلمي، وأعضاء الهيئة التنفيذية، ومنسقي الفرق المعجمية، والمحررين والمراجعين، وخبراء النقوش والنظائر السامية والتأثيل، وأعضاء الفريق التقني والمستشارين.
وتتضمن البوابة دليلا مفصلا للاستعمال يحتوي على شرح مفصل مصور لكيفية التسجيل في البوابة والاستفادة من الخدمات التي يقدمها.

### البحث في البوابة الإلكترونية

#### البحث في المحتوى
تتيح البوابة الإلكترونية للمستخدمين البحث داخل المعجم إما بالجذر للحصول على المادة المعجمية بأكملها، بمبانيها ومعانيها ومصطلحاتها، مرتبة تاريخيا، مع ألفاظها المستخلصة من النقوش، ونظائرها السامية وإما بالبحث بالكلمة الواحدة.

#### البحث في المصادر
يتيح هذا المكون من البوابة الإلكترونية البحث في مصادر العربية الممتدة من القرن الخامس قبل الهجرة إلى نهاية القرن الرابع للهجرة، وتوفر خيار البحث البسيط والبحث المتقدم.

#### البحث في المدوّنة
يمكن هذا المكون المستخدم من البحث في نصوص العربية الممتدة من القرن الخامس قبل الهجرة إلى نصوص نهاية القرن الرابع للهجرة.

## المجلس العلمي
يتشكّل المجلس العلمي لمعجم الدّوحة التاريخي للغة العربية من ثلّة من كبار اللغويين والمعجميين من مختلف الدول العربية، ويترأسه المعجمي البارز رمزي البعلبكي، ويضمّ المجلس في عضويته، أعضاء الهيئة الإدارية للمعجم الممثلة في المدير العام عزمي بشارة، والمدير التنفيذي عزالدين البوشيخي، وأمين سر المجلس عبد السّلام المسدي، ونائبي رئيس المجلس إبراهيم بن مراد، وحسن حمزة، علاوة على الأعضاء محمد العبيدي، ورشيد بلحبيب، وأحمد بن محمد الضبيب، وإلياس ذيب عطا الله، وسهام الفريح، والشاهد بن محمد البوشيخي، وعبد الحميد الهرامة، وعبد العلي الودغيري، وعبد القادر الفاسي الفهري، وعبد الكريم جبل، وعلي أحمد الكبيسي، وعلي القاسمي، وعلي المخلافي، ولطيفة النجار، ومحمد حسان الطيّان، ومهدي عرار، ومحمد بن سالم المعشني ورياض زكي قاسم، وطاهر ميلة، وعمر شاع الدين (توفي عام 2023)، ونهاد الموسى (توفي عام 2022)، ومحمود حجازي (توفي عام 2019)، وإسماعيل العمايرة (توفي عام 2017).

## وصلات خارجية
- الموقع الرسمي